# Zetod

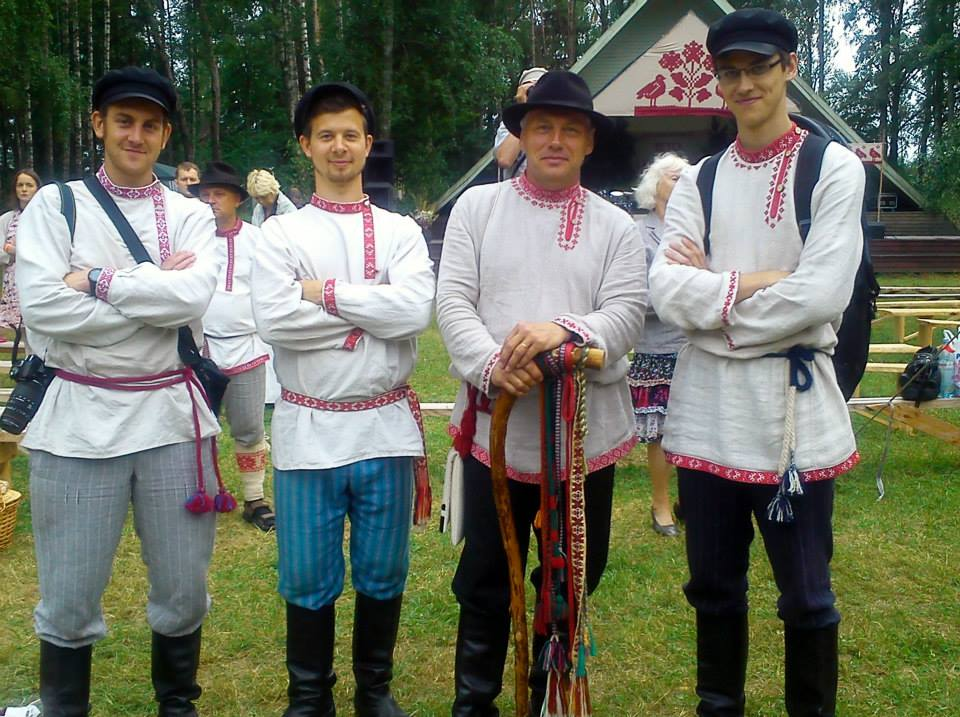
Zespół Zetod w tradycyjnych strojach z regionu Setomaa

Zetod – estoński zespół grający muzykę folkową, w skład którego wchodzą przedstawiciele Seto z Setomaa.

## Historia
Zespół powstał w 2003 roku. Założycielem był absolwent Akademii Kultury w Viljandi Kristjan Priks. Był to zespół młodzieżowy, a w skład weszli: Jalmar Vabarna (wokal, gitara i akordeon), Artur Linnus (akordeon i wokal), Jaanus Viskar (gitara basowa i wokal), Martin Kütt (perkusja i wokal). Pochodzą oni z Värska i w ich twórczości pojawiają się motywy ludowe Setu łączone z rockiem, punkiem i popem. Występują w strojach regionalnych.

## Dyskografia
Albumy studyjne
- Lätsi vällä kaema (2005)[1]
- Lätsi tarrõ tagasi (2008)[1]
- Lätsi sanna (2010)[1]
- Lätsi kõrtsu (2013)[2]
- Lätsi liina (2018)[3]

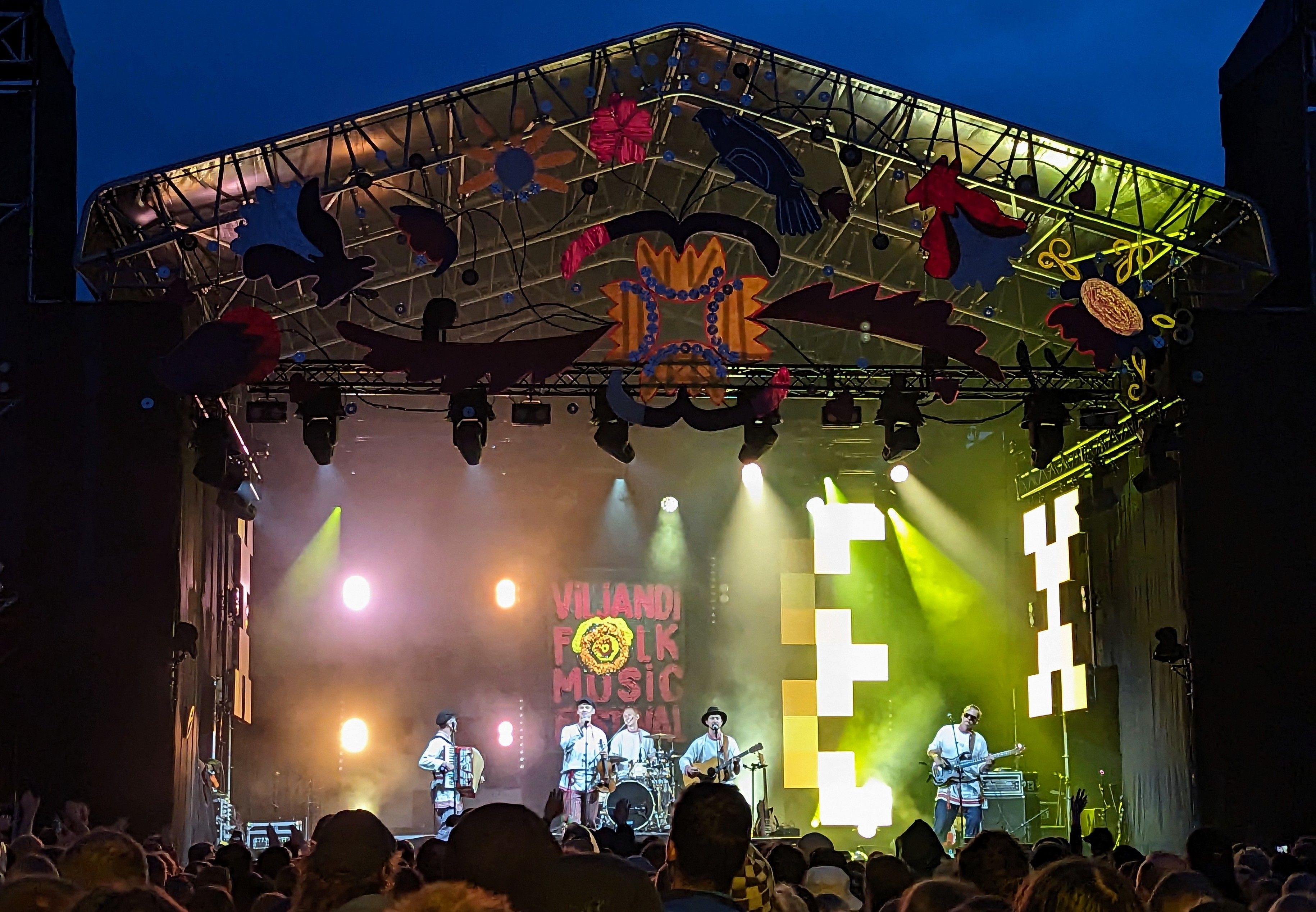
Zespół Zetod podczas występu w Viljandi, 2023 r.

- Traadilda live at Treski küün (2020) nagranie koncertu, który odbył się w sierpniu 2019 roku w Treski Küün w Setomaa[4]
- Lätsi pitto (2022)[5]

Single
- Merekosilased (2009)[1]
- Kats sõsar kargasõ (2009)[1]
- Lätsi kõrtsu (2012)
- Petseri palaminõ (2015)[6]
- Siro, siro, sitakõnõ (2017)[7]
- Kost Ti Peri (2022)[8]
- Haavaoksa räpp (2022)[8]

## Nagrody
- 2009: Artysta Roku Etno/Folk w ramach Eesti Muusikaauhinnad[9].
- 2014: Album roku etno/folk za album Lätsi kõrtsu w ramach Eesti Muusikaauhinnad[10].